# Elecciones provinciales de Mendoza de 1983
Las elecciones generales de la provincia de Mendoza de 1983 tuvieron lugar el 30 de octubre del mencionado año con el objetivo de restaurar las instituciones democráticas constitucionales de la provincia después de más de siete años de la dictadura militar autodenominada Proceso de Reorganización Nacional instaurada en 1976. Se realizaron al mismo tiempo que las elecciones presidenciales y legislativas a nivel nacional. En Mendoza, debía elegirse a los 49 miembros del Colegio Electoral Provincial encargado de elegir al Gobernador y Vicegobernador para el período 1983-1987, a los 48 miembros de la Cámara de Diputados, y a los 38 miembros del Senado Provincial. Dado que la legislatura mendocina se elige de manera escalonada, esta fue la última ocasión en la que se renovaron todos los poderes constitucionales al completo.
El resultado fue una histórica victoria para la Unión Cívica Radical (UCR), con Santiago Llaver como candidato a gobernador y José Genoud para vicegobernador, recibiendo el 47.08% de los votos. La UCR obtuvo la primera minoría de electores con 24 de 49, a un solo voto de lograr la mayoría absoluta. El Partido Justicialista (PJ), que presentó a José Carlos Motta para gobernador con Antonio Spano como compañero de fórmula, quedó relegado al segundo lugar con un 36.03% y 19 electores. En tercer lugar, el Partido Demócrata (PD), hasta entonces una de las dos principales fuerzas provinciales, obtuvo el 13.03% y los 6 electores restantes. El apoyo de estos últimos facilitó, en última instancia, la proclamación de Llaver y Genoud como gobernador y vicegobernador electos. Asumirían su cargo, al mismo tiempo que los legislativos, el 10 de diciembre de 1983.
En el plano legislativo, la UCR obtuvo mayoría absoluta en la cámara de diputados 25 bancas de 48, y la mitad exacta de los Senadores con 19 bancas. El PJ fue la segunda minoría con 18 diputados y 5 senadores. Por último en el reparto de escaños, el PD, obtuvo 5 diputados y 4 senadores.

## Renovación legislativa
| Sección Electoral | Diputados | Senadores |
| ----------------- | --------- | --------- |
| 1                 | 16        | 12        |
| 2                 | 12        | 10        |
| 3                 | 10        | 8         |
| 4                 | 10        | 8         |
| Total             | 48        | 38        |

## Resultados

### Gobernador y Vicegobernador
|  | 47,08 % |

|  | 36,03 % |

|  | 13,03 % |

|  | 2,25 % |

|  | 1,42 % |

|  | 0,20 % |

|  | 98,22 % |

|  | 1,06 % |

|  | 0,72 % |

|  | 100,00 % |

|  | 86,63 % |

### Cámara de Diputados

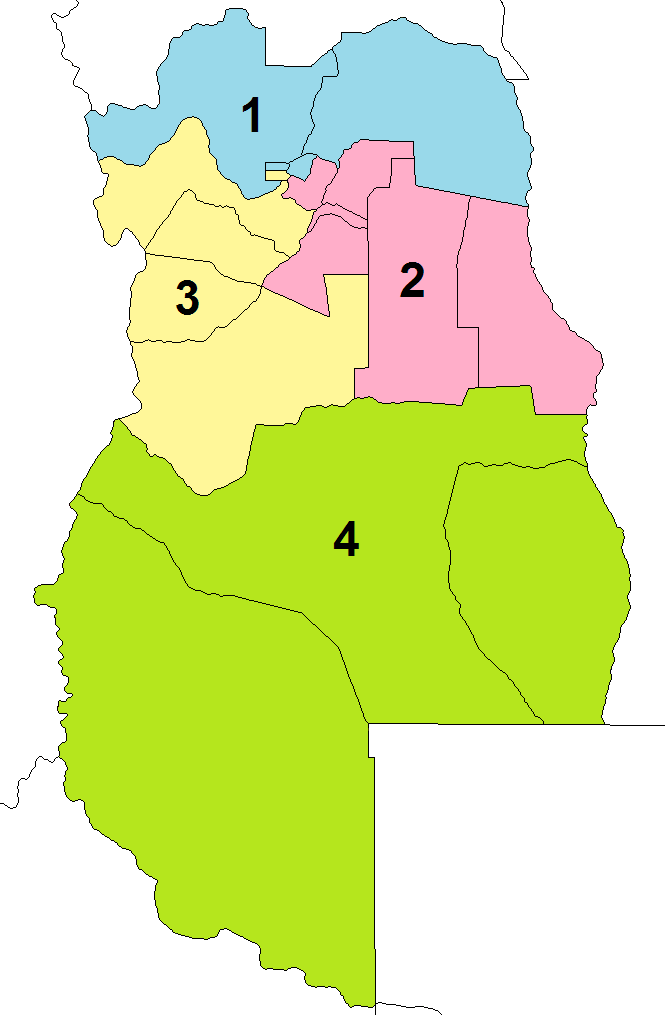
Secciones electorales de Mendoza:
1ª Sección
2ª Sección
3ª Sección
4.ª Sección

|  | 47,88 % |

|  | 35,75 % |

|  | 12,31 % |

|  | 2,31 % |

|  | 1,54 % |

|  | 0,21 % |

|  | 97,46 % |

|  | 1,82 % |

|  | 0,72 % |

|  | 100,00 % |

|  | 86,63 % |

#### Electos
| Sección Electoral | Diputado                   | Partido | Partido               |
| ----------------- | -------------------------- | ------- | --------------------- |
| 1.ª               | Juan Fernando Armagnague   |         | Unión Cívica Radical  |
| 1.ª               | Mario Mirábile             |         | Unión Cívica Radical  |
| 1.ª               | Didier Narváez             |         | Unión Cívica Radical  |
| 1.ª               | José Virgili Valerio       |         | Unión Cívica Radical  |
| 1.ª               | Alberto Toum               |         | Unión Cívica Radical  |
| 1.ª               | Armando César Maturano     |         | Unión Cívica Radical  |
| 1.ª               | Francisco Adolfo Roger     |         | Unión Cívica Radical  |
| 1.ª               | Daniel Eleazar Romero      |         | Unión Cívica Radical  |
| 1.ª               | Octavio Persio             |         | Partido Justicialista |
| 1.ª               | Rodolfo Juan Rosso         |         | Partido Justicialista |
| 1.ª               | Jorge Antonio López        |         | Partido Justicialista |
| 1.ª               | Carlos A. Orozco           |         | Partido Justicialista |
| 1.ª               | Irma Celia Komizarki       |         | Partido Justicialista |
| 1.ª               | Jorge R. Rodríguez         |         | Partido Justicialista |
| 1.ª               | Juan Facundo Guevara       |         | Partido Demócrata     |
| 1.ª               | Gustavo Eduardo Gutiérrez  |         | Partido Demócrata     |
| 2.ª               | Hugo Nicolás Lanci         |         | Unión Cívica Radical  |
| 2.ª               | Gerardo Pedro Profili      |         | Unión Cívica Radical  |
| 2.ª               | Nicolás Roberto Sosa Paiva |         | Unión Cívica Radical  |
| 2.ª               | Florentino Musri           |         | Unión Cívica Radical  |
| 2.ª               | Armando Pérez              |         | Unión Cívica Radical  |
| 2.ª               | Sergio Gustavo Boverman    |         | Unión Cívica Radical  |
| 2.ª               | Clemente Abraham Montaña   |         | Partido Justicialista |
| 2.ª               | José C. O. Pellegrini      |         | Partido Justicialista |
| 2.ª               | Alberto Luna               |         | Partido Justicialista |
| 2.ª               | Enrique M. Sverzek         |         | Partido Justicialista |
| 2.ª               | Eduardo Calvo              |         | Partido Justicialista |
| 2.ª               | Mario Ciro Magistreti      |         | Partido Demócrata     |
| 3.ª               | José Gabriel Duranti       |         | Unión Cívica Radical  |
| 3.ª               | Victorino Antonio Américo  |         | Unión Cívica Radical  |
| 3.ª               | Leopoldo Alberto Suárez    |         | Unión Cívica Radical  |
| 3.ª               | Héctor Luffi               |         | Unión Cívica Radical  |
| 3.ª               | Héctor Ítalo Isuani        |         | Unión Cívica Radical  |
| 3.ª               | Ricardo Pont               |         | Partido Justicialista |
| 3.ª               | María Teresa Oldra         |         | Partido Justicialista |
| 3.ª               | Mario R. Rodríguez         |         | Partido Justicialista |
| 3.ª               | Carlos Salvador Manno      |         | Partido Justicialista |
| 3.ª               | Gabriel J. Llano           |         | Partido Demócrata     |
| 4.ª               | Héctor Salvador Marín      |         | Unión Cívica Radical  |
| 4.ª               | Roberto Saos               |         | Unión Cívica Radical  |
| 4.ª               | José Eduardo Simionato     |         | Unión Cívica Radical  |
| 4.ª               | Juan Carlos Rubio          |         | Unión Cívica Radical  |
| 4.ª               | Claudio Antonio Consoli    |         | Unión Cívica Radical  |
| 4.ª               | Arnoldo Sebastián Amate    |         | Unión Cívica Radical  |
| 4.ª               | Alberto Luis Favari        |         | Partido Justicialista |
| 4.ª               | Gladis Emilce Brosio       |         | Partido Justicialista |
| 4.ª               | Carlos Eugenio Toyama      |         | Partido Justicialista |
| 4.ª               | Lius C. Hanon              |         | Partido Demócrata     |

### Cámara de Senadores
|  | 48,04 % |

|  | 35,77 % |

|  | 12,07 % |

|  | 2,29 % |

|  | 1,62 % |

|  | 0,21 % |

|  | 97,62 % |

|  | 1,66 % |

|  | 0,72 % |

|  | 100,00 % |

|  | 86,63 % |

#### Electos
| Sección Electoral | Senador                         | Partido | Partido               |
| ----------------- | ------------------------------- | ------- | --------------------- |
| 1.ª               | Carlos Rigoberto le Donne       |         | Unión Cívica Radical  |
| 1.ª               | Orlando Severino Molina Cabrera |         | Unión Cívica Radical  |
| 1.ª               | Oscar Horacio Curi              |         | Unión Cívica Radical  |
| 1.ª               | César Armando Robles            |         | Unión Cívica Radical  |
| 1.ª               | Florencia Eduardo Roldán        |         | Unión Cívica Radical  |
| 1.ª               | Salvador Carlos Farruggia       |         | Unión Cívica Radical  |
| 1.ª               | María Elisa Scarzola            |         | Partido Justicialista |
| 1.ª               | María Cristina Zuccardi         |         | Partido Justicialista |
| 1.ª               | Carlos Mantelli                 |         | Partido Justicialista |
| 1.ª               | Nicolás E. Becerra              |         | Partido Justicialista |
| 1.ª               | Francisco José Pérez            |         | Partido Justicialista |
| 1.ª               | Jorge Ramón Barbeito            |         | Partido Demócrata     |
| 2.ª               | Francisco Zambrana              |         | Unión Cívica Radical  |
| 2.ª               | Roberto Berloin                 |         | Unión Cívica Radical  |
| 2.ª               | Oscar Enrique Merin             |         | Unión Cívica Radical  |
| 2.ª               | Clemente Segundo Seoane         |         | Unión Cívica Radical  |
| 2.ª               | Raúl Ricardo Sánchez            |         | Unión Cívica Radical  |
| 2.ª               | Armando José Caramazza          |         | Partido Justicialista |
| 2.ª               | Alfredo L. Ghilardi             |         | Partido Justicialista |
| 2.ª               | Santos Cornejo                  |         | Partido Justicialista |
| 2.ª               | Alfredo A. Piffaretti           |         | Partido Justicialista |
| 2.ª               | Alberto Ignacio González        |         | Partido Demócrata     |
| 3.ª               | Ricardo Rubén Cusa              |         | Unión Cívica Radical  |
| 3.ª               | Luis Raúl López                 |         | Unión Cívica Radical  |
| 3.ª               | Ricardo Díaz                    |         | Unión Cívica Radical  |
| 3.ª               | Nicolás Augusto Rossetti        |         | Unión Cívica Radical  |
| 3.ª               | Hernán P. Moschetti             |         | Partido Justicialista |
| 3.ª               | Leonidas Antonio Aveiro         |         | Partido Justicialista |
| 3.ª               | Carlos Enrique Abihaggle        |         | Partido Justicialista |
| 3.ª               | Vicente V. Vildoza              |         | Partido Demócrata     |
| 4.ª               | Luis María Remaggi Maturana     |         | Unión Cívica Radical  |
| 4.ª               | Pedro Jorge Llorente            |         | Unión Cívica Radical  |
| 4.ª               | Eduardo Alonso                  |         | Unión Cívica Radical  |
| 4.ª               | Osvaldo Neri García             |         | Unión Cívica Radical  |
| 4.ª               | Federico Hauser                 |         | Partido Justicialista |
| 4.ª               | Jalil Naser                     |         | Partido Justicialista |
| 4.ª               | Omar Rubén Álvarez              |         | Partido Justicialista |
| 4.ª               | Honorio Calise                  |         | Partido Demócrata     |

### Elecciones municipales
| Municipio      | Intendente electo       | Partido | Partido               |
| -------------- | ----------------------- | ------- | --------------------- |
| Capital        | Julio César Rivera      |         | Unión Cívica Radical  |
| General Alvear | Mario Héctor Valdés     |         | Unión Cívica Radical  |
| Godoy Cruz     | Roberto Tuninetti       |         | Unión Cívica Radical  |
| Guaymallén     | Leopoldo Orquin         |         | Unión Cívica Radical  |
| Junín          | Juan Marcovich          |         | Unión Cívica Radical  |
| La Paz         | Marcelino Blanco        |         | Unión Cívica Radical  |
| Las Heras      | Domingo Bartolomé       |         | Unión Cívica Radical  |
| Lavalle        | Tomas Appugliese        |         | Unión Cívica Radical  |
| Luján de Cuyo  | Osvaldo Ortiz           |         | Unión Cívica Radical  |
| Maipú          | Hugo Bordín             |         | Partido Justicialista |
| Malargüe       | Jorge Vergara Martínez  |         | Unión Cívica Radical  |
| Rivadavia      | Héctor Arboit           |         | Unión Cívica Radical  |
| San Carlos     | Miguel Firpo            |         | Unión Cívica Radical  |
| San Martín     | Herminio Sánchez        |         | Unión Cívica Radical  |
| San Rafael     | Walter Franchetti       |         | Unión Cívica Radical  |
| Santa Rosa     | Roberto Gallardo        |         | Partido Justicialista |
| Tunuyán        | Antonio Vendrell        |         | Unión Cívica Radical  |
| Tupungato      | Ángel Melquiades García |         | Unión Cívica Radical  |